# Мильштейн, Соломон Рафаилович
Соломо́н Рафаи́лович Мильште́йн (30 ноября 1899, Вильна, Российская империя — 14 января 1955, Москва, СССР) — деятель советских спецслужб, генерал-лейтенант (1945).

## Биография
Родился 30 ноября (по старому стилю) 1899 года Вильне, в семье кровельщика Рефоела Янкелевича Мильштейна и Мирель Мовшевны Мильштейн, из Подбержи Ковенской губернии. Начальное образование получил в начальном училище при Виленском еврейском учительском институте (1915), затем продолжил обучение в Виленской гимназии (1920). В 1920—1930 годах — на партийной работе в Грузии, где познакомился с Л. П. Берия. 25 ноября 1938 года Л. П. Берия стал главой НКВД и вызвал Мильштейна в Москву. 29 декабря 1938 года назначен заместителем начальника следственной части НКВД СССР.
В 1939—1941 годах — начальник Главного транспортного управления (ГТУ) НКВД СССР (с 31 марта 1939 года). В 1941—1942 годах — первый заместитель начальника управления особых отделов НКВД СССР. В 1943—1948 годах — начальник 3-го управления НКГБ СССР. 
В 1948—1950 годах — заместитель начальника Казанской железной дороги. В 1951—1953 годах — заместитель начальника Управления исправительно-трудовых лагерей и строительства рудников МВД СССР. 19 марта 1953 года указом Л. П. Берия назначен первым заместителем министра внутренних дел Украинской ССР.
В июле 1953 года арестован, расстрелян в январе 1955 года.

## Награды
- два ордена Ленина (24.11.42, № 12087; 04.12.45, № 51025)
- два ордена Красного Знамени (26.04.40, № 4449; 03.11.44, № 11154)
- орден Кутузова I степени (23.02.45, № 373)
- орден Суворова II степени (29.07.45, № 2398)
- орден Кутузова II степени (08.03.44, № 583)
- два ордена Отечественной войны I-й степени (05.07.44, № 60367; 02.12.44, № 126286)
- орден Трудового Красного Знамени (№ 128165)
- орден «Знак Почёта» (22.07.37, № 7197)
- медаль «За оборону Москвы»
- медаль «За победу над Германией в Великой Отечественной войне 1941—1945 гг.»
- 3 медали
- знак «Почётный работник ВЧК-ГПУ (XV)» (30.04.39)

Лишён всех наград в соответствии с приговором суда.